# Nödväska
En nödväska är en liten väska som fylls med nödvändigheter för att lättare kunna överleva i en nödsituation och bör gå att fästa vid bältet. Den kan innehålla:
- koklåda
- bränsle
- ficklampa
- signalbloss
- signalduk
- tändstickor
- varm dryck
- mat
- livräddningssäck